# Castor (Louisiane)
Pour les articles homonymes, voir Castor.
Le village de Castor est situé dans la Paroisse de Bienville dans l'État de la Louisiane aux États-Unis.
Le bourg fut fondé en 1900.
Au dernier recensement de la population, en l'an 2010, le Bureau du recensement des États-Unis comptait 258 habitants dans la bourgade de Castor.
Le Bureau du recensement des États-Unis donne une superficie de 3,1 km2 pour le territoire communal.
Le 23 avril 2000, une violente tornade détruisit de nombreux bâtiments publics et commerciaux dans la commune, ne faisant toutefois aucune victime civile.

## Données démographiques de l'an 2000
- Population totale : 209 habitants
- Hommes : 103 soit 49,3 %
- Femmes : 106 soit 50,7 %
- Moins de 18 ans : 63 soit 30,1 %
- Plus de 18 ans : 146 soit 69,9 %
- Plus de 65 ans :  41 soit 19,6 %
- Âge médian : 35,8 ans